# 北海道の再開発の一覧
北海道の再開発の一覧（ほっかいどうのさいかいはつのいちらん）では、北海道での完成済み、建設中、または計画中の都市再開発事業・再開発地区、再開発ビルや複合商業施設などの一例を一覧で列挙する。土地区画整理事業については、北海道の土地区画整理事業一覧を参照。

## 札幌市
- 札幌駅南口再開発事業（北農ビル、札幌駅前通地下歩行空間、JRタワー）
- 新琴似駅前土地区画整理事業
- 琴似駅南口市街地再開発事業
- 東雁来 札幌圏都市計画事業東雁来第2地区土地区画整理事業
- サッポロガーデンパーク
- 北区大規模再開発事業
- アピア
- サンデパート
- 豊平駅南第1市街地再開発事業
- 豊平3・3市街地再開発事業
- 苗穂中央第3東市街地再開発事業
- 北4西5南市街地再開発事業
- 北13東7市街地再開発事業
- 北12西23市街地再開発事業
- 手稲本町1・3地区第一種市街地再開発事業（手稲駅前プラザ南ビル）
- 手稲本町2・4地区第一種市街地再開発事業（キテネビル）
- 菊水1・2市街地再開発事業
- 一条橋周辺2・6市街地再開発事業
- 札幌コミュニケーションパークSORA（札幌コンベンションセンター・イーアス札幌など）（旧国鉄東札幌駅跡地の東札幌開発地区）

## 旭川市
- 旭川駅駅周辺再開発事業「北彩都あさひかわ整備事業」
- 旭川宮下7市街地再開発事業

## 函館市
- 末広町5番A市街地再開発事業
- 函館駅前市街地再開発事業、駅前南市街地再開発事業

## 帯広市
- 帯広二・八西市街地再開発事業
- 帯広駅南第1市街地再開発事業

## 室蘭市
- MORUE中島

## 苫小牧市
- 苫小牧駅前地区市街地再開発事業（サンプラザ、現エガオ）
- 苫小牧市錦町地区市街地再開発事業錦町再開発

## 北見市
- 北見駅前市街地再開発事業

## 岩見沢市
- 岩見沢駅周辺再開発事業（駅前広場整備、駅前通拡幅整備に中心市街地再開発事業・駅北地区区画整理事業）
- 中心街市街地再開発事業

## 小樽市
- ウイングベイ小樽（ぱるて築港）
- 稲北市街地再開発事業

## 留萌市
- 十字街西市街地再開発事業

## 紋別市
- 西條/紋別駅前再開発事業

## 千歳市
- 中心街C市街地再開発事業

## 滝川市
- 滝川駅前市街地再開発事業

## 砂川市
- 東1南1市街地再開発事業

## 登別市
- 中央町4丁目市街地再開発事業

## 浦河町
- 大通市街地再開発事業

## 音更町
- 音更六新市街地再開発事業

## 芽室町
- 芽室駅前市街地再開発事業